# Dean Barrow
Dean Oliver Barrow (n. 1951), advogado e político, primeiro-ministro de Belize de 2008 a 2020. Foi Ministro das Relações Exteriores Exteriores e o primeiro negro a ocupar o cargo de primeiro-ministro em seu país.
Barrow tem 4 filhos, sendo o mais velho o rapper Jamal "Shyne" Barrow, com Francis Franklin. Barrow se casou pela segunda vez em 7 de fevereiro de 2009 (exatamente um ano após vencer as eleições que o tornaram Primeiro-Ministro) em Savannah, Geórgia, com sua namorada de longa data Kim Simplis. Eles tiveram uma filha, Salima.
Barrow frequentou o St. Michael's College em Belize, a University of the West Indies, Cave Hill, Barbados; Norman Manley Law School, Mona, Kingston, Jamaica; University of Miami School of Law; University of Miami.